# Hidroxicalciomicrolita
La hidroxicalciomicrolita és un mineral de la classe dels òxids que pertany al grup de la microlita. Rep el nom en al·lusió a la seva composició química i a l'adhesió al grup de la microlita del supergrup del piroclor.

## Característiques
La hidroxicalciomicrolita és un piroclor de fórmula química Ca1.5Ta₂O₆(OH). Va ser aprovada com a espècie vàlida per l'Associació Mineralògica Internacional l'any 2013, sent publicada per primera vegada el 2017. Cristal·litza en el sistema isomètric. La seva duresa a l'escala de Mohs es troba entre 5 i 6. És un mineral interessant per tractar-se de la primera espècie del supergrup del piroclor amb un ordre a llarg abast de Ca i ◻ als llocs A, que invoca la reducció de la simetria.
Les mostres que van servir per a determinar l'espècie, el que es coneix com a material tipus, es troben conservades a les col·leccions mineralògiques del museu de geociències de l'Institut de Geociències de la Universitat de São Paulo (Brasil), amb el número d'exemplar: dr917, i al projecte rruff, amb el número de registre: r130269.

## Formació i jaciments
Va ser descoberta a la mina Volta Grande, situada a la localitat de Nazareno (Minas Gerais, Brasil). També ha estat descrita als Estats Units, Finlàndia, Noruega, Eslovàquia, Rússia, la República Democràtica del Congo, el Japó i Austràlia.